# Líšnice (district de Šumperk)
Pour les articles homonymes, voir Lišnice.
Líšnice (en allemand : Lexen) est une commune du district de Šumperk, dans la région d'Olomouc, en Tchéquie. Sa population s'élevait à 422 habitants en 2023.

## Géographie
Líšnice se trouve à 4 km au sud-ouest du centre de Mohelnice, à 20 km au sud-sud-ouest de Šumperk, à 33 km au nord-ouest d'Olomouc et à 179 km à l'est-sud-est de Prague.
La commune est limitée par Mírov au nord, par Mohelnice à l'est, par Loštice et Pavlov au sud, et par Mohelnice à l'ouest.

## Histoire
La première mention écrite de la localité date de 1348.

## Administration
La commune se compose de deux sections :
- Líšnice
- Vyšehorky

## Galerie

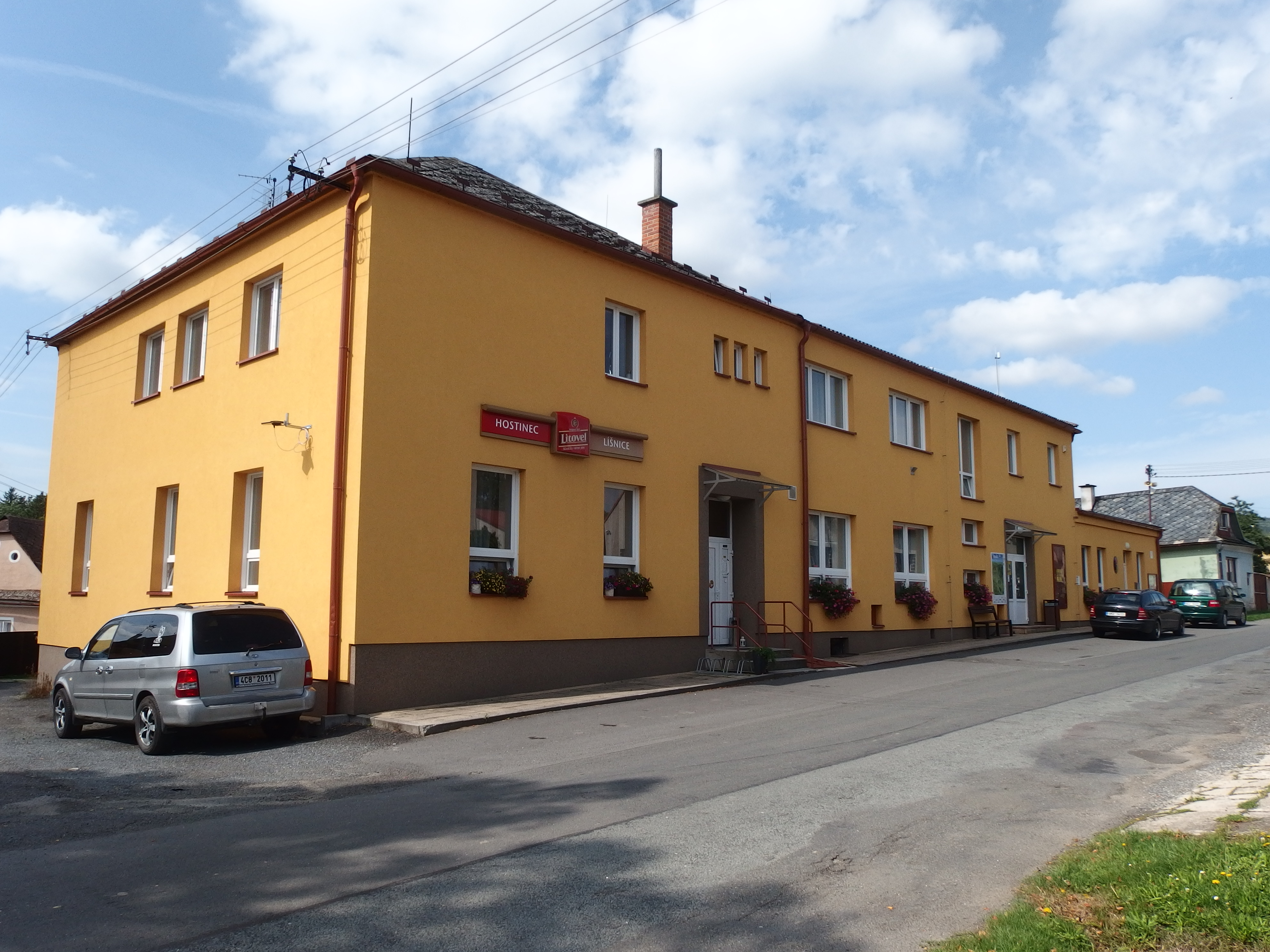
Líšnice : la mairie.
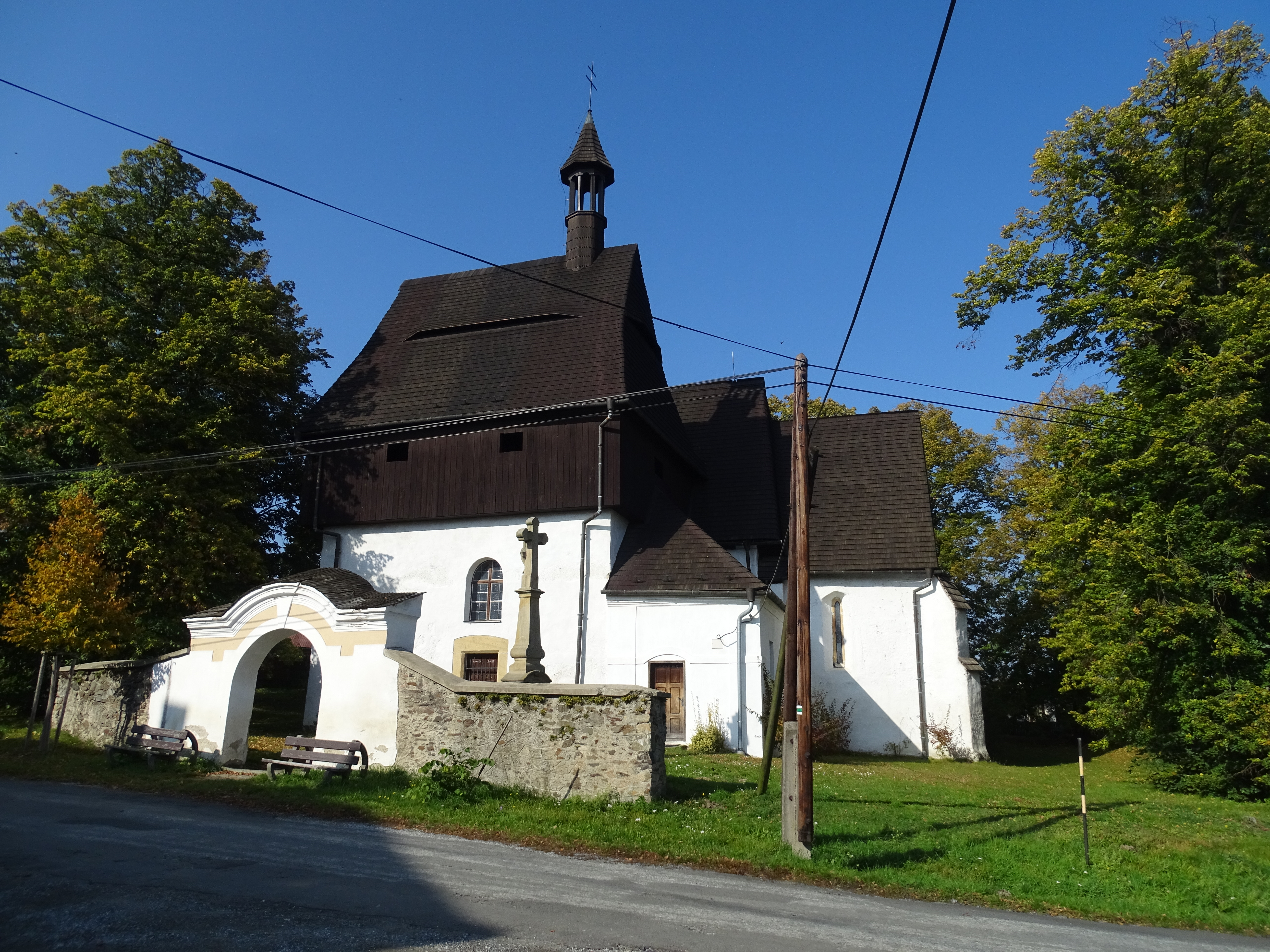
Église de Vyšehorky.

## Transports
Par la route, Líšnice se trouve à 4,5 km de Mohelnice, à 31 km de Šumperk, à 36 km d'Olomouc et à 220 km de Prague. 